# Pleumeur-Bodou
Pleumeur-Bodou är en kommun i departementet Côtes-d'Armor i regionen Bretagne i nordvästra Frankrike. Kommunen ligger i kantonen Perros-Guirec som tillhör arrondissementet Lannion. År 2022 hade Pleumeur-Bodou 3 828 invånare.

## Befolkningsutveckling
Antalet invånare i kommunen Pleumeur-Bodou
Referens:INSEE